# Olivier Latry
Olivier Jean-Claude Latry (ur. 22 lutego 1962 w Boulogne-sur-Mer) – francuski organista, improwizator i kompozytor. Profesor Konserwatorium Paryskiego oraz organista tytularny Katedry Notre-Dame w Paryżu.

## Życiorys

### Młodość
Olivier Latry rozpoczął naukę gry na pianinie w wieku siedmiu lat, zaś na organach pierwszy raz zagrał w wieku dwunastu lat, gdy został poproszony o zagranie na ślubie kolegi swojego starszego brata. Decyzję o kształceniu się jako organista podjął jednak dopiero później, w wieku 16 lat, pod wpływem koncertu organowego Gastona Litaize w katedrze w rodzinnym Boulogne-sur-Mer. To właśnie u tego organisty Latry rozpoczął w 1978 roku naukę w Konserwatorium w Saint-Maur-des-Fossés, zaś na Konserwatorium Paryskim studiował kompozycję pod kierownictwem Jean-Claude Raynauda. 

### Działalność dydaktyczna
W 1983 roku Latry otrzymał posadę profesora organów w Instytucie Katolickim w Paryżu, którą to funkcję pełnił do 1988 roku. Równolegle, w latach 1985–1990 nauczał w Konserwatorium w Reims, zaś później, w latach 1990–1995, w Konserwatorium w Saint-Maur-des-Fossés. Od 1995 jest profesorem organów w Konserwatorium Paryskim. 

### Działalność artystyczna
W wieku osiemnastu lat został finalistą Międzynarodowego Konkursu Organowego w Chartres, a mając dziewiętnaście lat, w 1981 roku, otrzymał posadę organisty tytularnego w Katedrze w Meaux. Funkcję tę sprawował do 1985 roku, kiedy to w wieku dwudziestu trzech lat został organistą tytularnym Katedry Notre-Dame w Paryżu.  
Aktywny również jako organista koncertowy, Latry zagrał w przeszło pięćdziesięciu krajach na pięciu kontynentach. Zaproszenie na konwencję Amerykańskiego Stowarzyszenia Organistów w 1988 zapoczątkowało jego szczególną sławę w Stanach Zjednoczonych, która rozszerzyła się wkrótce na Kanadę, gdzie w 2012 otrzymał posadę organisty honorowego (organiste émérite) Orkiestry Symfonicznej Montrealu.  
Sławę zyskały również jego liczne nagrania, między innymi dzieł takich kompozytorów jak: Bach, Mozart, Schumann, Widor, Franck, Vierne, Duruflé, a szczególnie przygotowane przez Deutsche Grammophon nagranie wszystkich dzieł organowych Oliviera Messiaen'a, które Francuz zaprezentował podczas serii koncertów w Paryżu, Londynie i Nowym Jorku w 2000 roku.   
Choć Latry stara się unikać wąskiej specjalizacji i podejmuje się różnego rodzaju repertuarów, to jednak najbardziej preferuje muzykę współczesną oraz utwory kompozytorów francuskich od XVII do XX wieku. Jest również jednym z najbardziej uznanych współczesnych improwizatorów, kontynuując tradycje francuskiej szkoły organistowskiej. Jego kompozycje obejmują przede wszystkim muzykę sakralną, zaś do jego najbardziej znanych dzieł należy Salve Regina, 23-minutowy utwór organowy, wykonany po raz pierwszy w 2007 roku w Paryżu.   